# ボンデージ・モデル

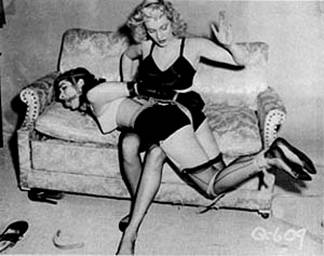
拘束されスパンキングされるベティ・ペイジ（Bizarre）

ボンデージ・モデルは、ボンデージ系の雑誌やビデオに出演する者。有名なモデルはほとんど全員女性である。

## 大衆文化
ボンデージの分野に在りながら、一般的にも著名になったモデルやプロデューサーも数人存在する。最も知られているのは1950年代のボンテージ・モデル、ピンナップガールで、写真家アービング・クロウの通販写真のモデルを務め、後にPLAYBOY誌にも登場したベティ・ペイジである。
1960年代イギリスの人気テレビ番組『おしゃれ(秘)探偵』ではエマ・ピール（ダイアナ・リグ）の有名な革のキャットスーツやレオタード、タラ・キング（リンダ・ソーソン）のサイハイブーツと肩までの革の手袋、などヒロインの衣裳にボンデージ・ファッションを取り入れている。

## 受賞

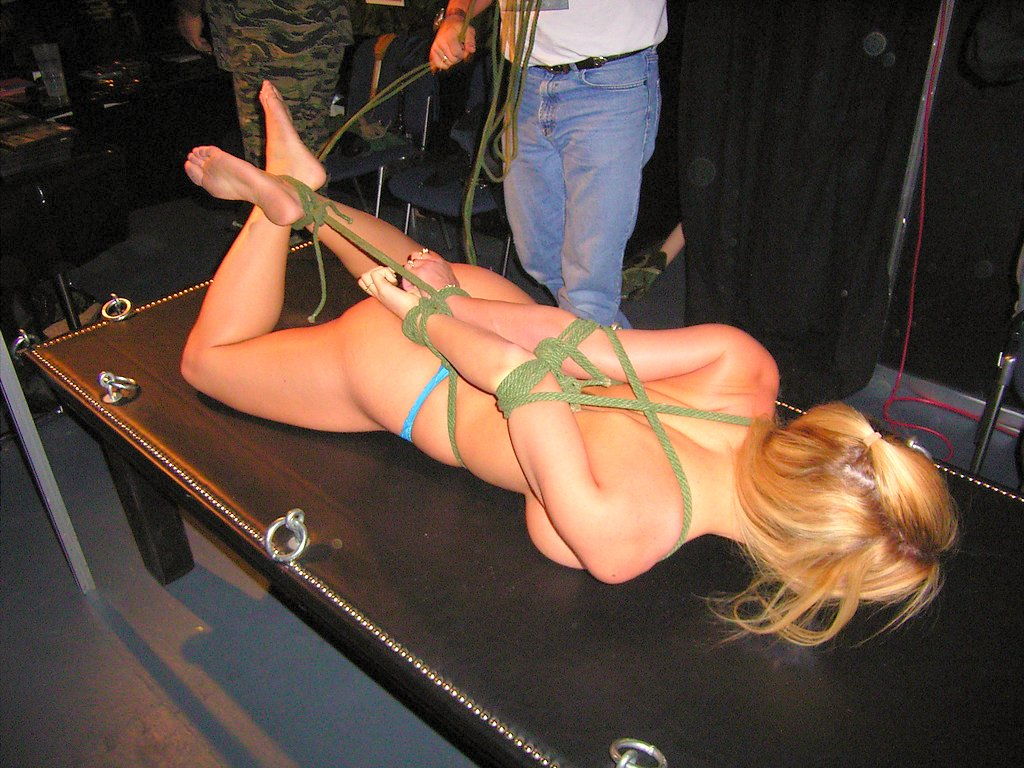
緊縛されテーブルに横たわるジェニー・リー。2008年、ミュンヘンBoundconにて

SIGNY awardはボンデージの分野における年間最優秀の演者、アーティスト、カメラマン、調教師、作家、モデルに与えられる。以下はSIGNY awardの最優秀ボンデージ・モデル受賞者である。
- 2000年: イブ・エリス、次点: アシュレイ・レニー、アンドレア・ニール[3]
- 2001年: アシュレイ・レニー、次点: アンドレア・ニール、イブ・エリス[4]
- 2003年: ジャスミン・シンクレア、次点: アンバー・マイケルズ、アシュレイ・レニー[5]
- 2004年: ジェニー・リー（ステファニー・サドッラとは別人）、次点: ジュエル・マルソー、エミリー・マリリン（別名モリー・マシューズ）[6]
- 2005年: ジュエル・マルソー、次点: アシュレイ・レニー、クリスティーナ・カーター[7]

## 著名なボンデージ・モデル
- タイラー・スコット
- ベティ・ペイジ
- サリー・ロバーツ
- エミリー・マリリン（別名: モリー・マシューズなど）
- アシュレイ・レニー
- チャンタ・ローズ